# Municipio de Clay (condado de Gallia)
El municipio de Clay (en inglés: Clay Township) es un municipio ubicado en el condado de Gallia en el estado estadounidense de Ohio. En el año 2010 tenía una población de 1870 habitantes y una densidad poblacional de 31,93 personas por km².

## Geografía
El municipio de Clay se encuentra ubicado en las coordenadas 38°42′37″N 82°12′22″O / 38.71028, -82.20611. Según la Oficina del Censo de los Estados Unidos, el municipio tiene una superficie total de 58.56 km², de la cual 56.72 km² corresponden a tierra firme y (3.14%) 1.84 km² es agua.

## Demografía
Según el censo de 2010, había 1870 personas residiendo en el municipio de Clay. La densidad de población era de 31,93 hab./km². De los 1870 habitantes, el municipio de Clay estaba compuesto por el 97.97% blancos, el 0.64% eran afroamericanos, el 0.16% eran amerindios, el 0.11% eran asiáticos, el 0.05% eran isleños del Pacífico, el 0.05% eran de otras razas y el 1.02% pertenecían a dos o más razas. Del total de la población el 0.43% eran hispanos o latinos de cualquier raza.